# Sulco coronário
O sulco coronário é um sulco na superfície do coração que separa as aurículas dos ventrículos.